# Matrikas

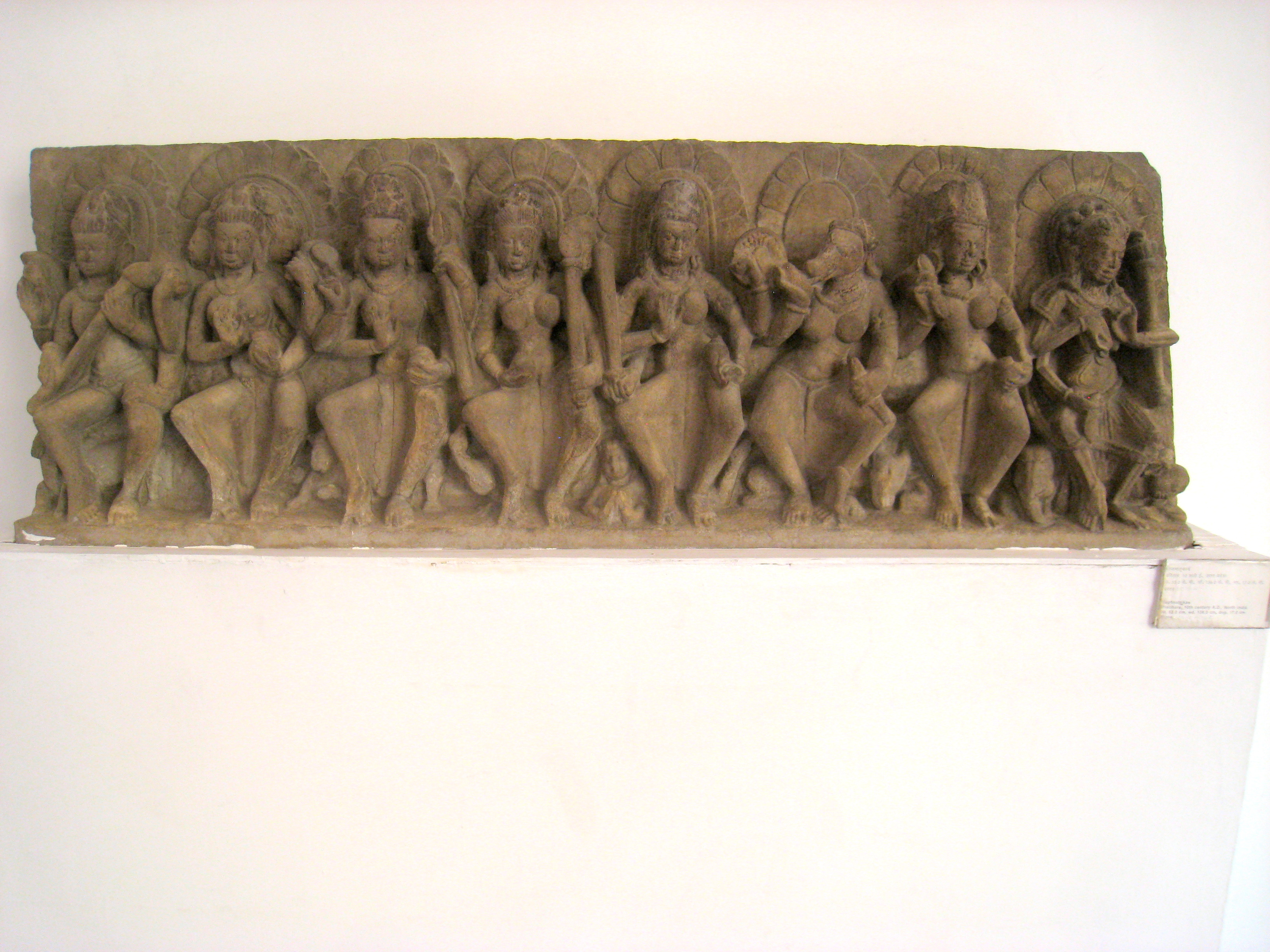
Shiva (a l'esquerra) amb les Matrikas: (des de l'esquerra) Brahmani, Maheshvari, Kaumari, Vaishnavi, Varahi, Indrani, Chamunda

Les Matrikas (‘mares' en sànscrit) són un grup de deesses hinduistes que sempre apareixen representades juntes. No és clar quantes són. Quan se les representa com a set matrikas s'anomenen Saptamatrika(s) (saptamātṝkāh, सप्तमातृका:, "set mares"). En canvi, quan són vuit s'anomenen (Ashtamatrika(s): ashtamātṝkāh, अष्टमातृका:, "vuit mares").
En diferents escriptures més o menys antigues, reben tres noms sinònims més comuns:
- Matrikas: मातृका (mātṝkā)
- Mataras: मातरः (mātaraḥ)
- Matris: मातृ (mātṛ)

## Nombre
Al principi (al Mahabharata i altres) només s'esmenten set matrikas:
1. Brahmí o Brahmaní
2. Mahéshvarí
3. Kaumarí
4. Vaishnaví
5. Varají
6. Indrani o Aindrí o Mahendrí
7. Chamunda

Al Ramaiana existeix una altra llista de vuit matrikas:
1. Brahmí
2. Mahéshvari
3. Kaumarí
4. Vaishnaví
5. Varají
6. Raudrí
7. Charma-Mudrá
8. Kāla-saṃkarṣiṇī

En canvi en la literatura posterior ―com el Chatur-varga-chintámani de Jemadri― el seu nombre va créixer fins a ser innombrables matrikas.